# Великоберізківська сільська рада
Вели́кобері́зківська сільська́ ра́да — колишній орган місцевого самоврядування в Середино-Будському районі Сумської області. Адміністративний центр — село Велика Берізка.

## Загальні відомості
- Населення ради: 367 осіб (станом на 2001 рік)

## Населені пункти
Сільській раді були підпорядковані населені пункти:
- с. Велика Берізка
- с. Лукашенкове
- с. Перемога
- с. Троїцьке
- с. Ясна Поляна

### Колишні населені пункти
- Новий Світ, зняте з обліку 1988 року

## Склад ради
Рада складалася з 12 депутатів та голови.
- Голова ради: Роговець Галина Іванівна

### Керівний склад попередніх скликань
| Прізвище, ім'я, по батькові | Основні відомості                                                                     | Дата обрання | Дата звільнення |
| --------------------------- | ------------------------------------------------------------------------------------- | ------------ | --------------- |
| Роговець Галина Іванівна    | Сільський голова, 1965 року народження, позапартійна                                  | 26.03.2006   | 31.10.2010      |
| Роговець Галина Іванівна    | Сільський голова, 1960 року народження, освіта незакінчена вища, член Партії регіонів | 31.10.2010   |                 |

Примітка: таблиця складена за даними сайту Верховної Ради України